# Cvetka Lipuš
Cvetka Lipuš (Bad Eisenkappel/Železna Kapla, Àustria, 1966) és una poeta austríaca. Escriu en la llengua eslovena, però gairebé tots els seus llibres són bilingües (eslovè i alemany). L'autora va viure als Estats Units d'Amèrica com a bibliotecària del 1995 fins al 2009.

## Biografia
Cvetka Lipuš pertany a la minoria eslovena de Caríntia. Va néixer el 1966 a Bad Eisenkappel respectivament Železna Kapla. A Klagenfurt va estudiar llengües eslaves i literatura comparada. El seu pare és l'escriptor austríac de parla eslovena Florjan Lipuš.
Com el seu pare, la revista literària Mladje va jugar un rol important per al seu desenvolupament professional. Mladje va agrupar els escriptors austríacs de llengua eslovena per tres decennis. Del 1990 fins al 2000 va treballar també com a redactora de la revista.
Va rebre beques del govern austríac en 1998, 2002 i 2007, i un premi de literatura de la província Caríntia en 2000. Des del 1995, l'autora va viure a Pittsburgh, Estats Units d'Amèrica, i va treballar a la universitat de Pittsburgh com a bibliotecària. Des del 2009 viu a Salzburg. Cvetka Lipus és membre de l'associació d'escriptors d'Àustria Grazer Autorenversammlung.

## Obra
A l'inici, els successos literaris de l'autora van ser limitats a l'àmbit lingüístic eslovè. Després de la primera publicació bilingüe, Cvetka Lipuš ha pogut interessar un públic més ampli a Àustria i Alemanya, i també els filòlegs de parla alemanya.
Cvetka Lipuš escriu la seva poesia en eslovè. Nogensmenys, els seus llibres són sovint publicacions bilingües en eslovè i alemany. Lipuš publicava en editorials de Caríntia. L'obra de l'autora va ser traduïda en alemany, anglès, italià, serbi, txec, eslovac, búlgar, francès i hongarès.

### Publicacions en eslovè (bilingües)
- Pragovi dneva, poesia, Wieser Verlag, Klagenfurt 1989
- Doba temnjenja, poesia, Wieser Verlag, Klagenfurt 1993
- Spregatev milosti/Beugung der Gnade, poesia (traducció alemanya de Klaus Detlef Olof), Wieser Verlag, Klagenfurt 2006
- Obleganje sreče, poesia, Cankarjeva založba, Ljubljana 2008

### Publicacions en alemany
- Abgedunkelte Zeit, poesia (traduït per Klaus Detlef Olof), Wieser Verlag, Klagenfurt 1995
- Geographie der Nähe, poesia (traduït per Klaus Detlef Olof), Wieser Verlag, Klagenfurt 2000 i 2007
- Belagerung des Glücks, poesia (traduït per Klaus Detlef Olof), Drava Verlag, Klagenfurt i Viena 2010